# Mouvements anormaux

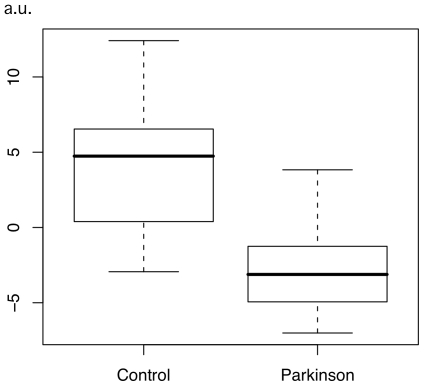
Boîte à moustaches de la valeur maximale de signification (unité arbitraire) pour chaque participant des deux groupes, telle qu’elle est obtenue par la fonction de diagramme de « réponse ajustée » de la SPM5. La valeur maximale a été ajustée, ce qui signifie que l’effet de l’âge, du sexe et du volume global de MW a été pris en compte, et que seul l’effet de la maladie (Parkinson ou témoin) et les résidus sont restés, tels qu’évalués par le modèle SPM. Pour chaque groupe, une ligne en gras indique la médiane, la boîte centrale comprend les 50 % du milieu des données, et les extrémités de la boîte à moustaches indiquent les données minimales.

Les mouvements anormaux (aussi dénommés sous l'appellation trouble du mouvement) rassemblent, en médecine, des mouvements involontaires et non contrôlables par la pensée, dont font partie :
- l'akathisie ;
- l'akinésie ;
- l'ataxie ;
- l'athétose ;
- la chorée ;
- la choréo-athétose ;
- la dystonie ;
- les dyskinésies ;
- l'hémiballisme ;
- les myoclonies ;
- la syncinésie ;
- les tics ;
- les tremblements ;
- le trémor.